# Ludzie krety
Ludzie krety (ang. The Mole People) – amerykański film fantastyczno-naukowy z 1956 roku. 

## Opis fabuły
Grupa archeologów, prowadzących wykopaliska pod ziemią, odkrywa dziwną rasę istot mieszkających po powierzchnią ziemi. Rasa ta czuje paniczny strach przed światłem słonecznym. Owi Albinosi wykorzystują inną rasę zmutowanych ludzi jako niewolników, pracujących dla nich. Naukowcy, uwięzieni w świecie dwóch tajemniczych ras, muszą odnaleźć powrotną drogę na powierzchnię. 

## Obsada
- Nestor Paiva – Etienne Lafarge
- Alan Napier – Elinu, najwyższy kapłan
- Hugh Beaumont – Dr Jud Bellamin
- Cynthia Patrick – Adad
- John Agar – Dr Roger Bentley
- Robin Hughes – Pierwszy oficer
- Rodd Redwing – Nazar
- Phil Chambers – Dr Paul Stuart